# Facultad de Derecho y Ciencias Económicas y Empresariales (Universidad de Córdoba)

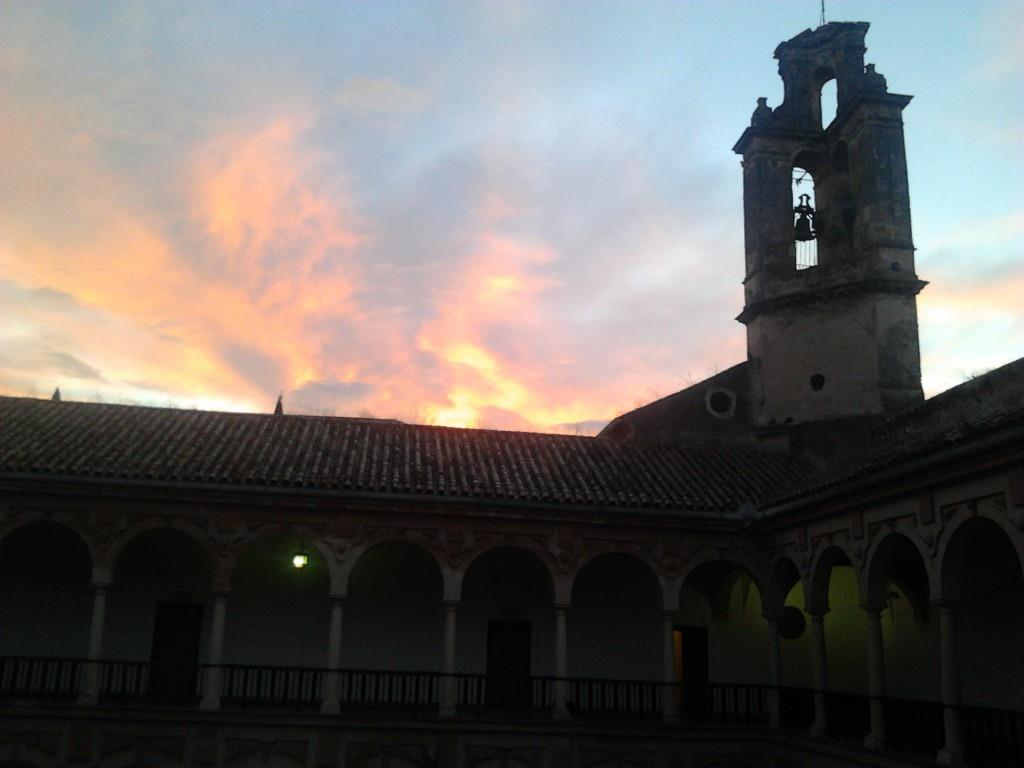
Claustro superior y espadaña de la Facultad de Derecho y Ciencias Económicas y Empresariales. Antiguo Convento del Carmen Calzado.

La Facultad de Derecho y Ciencias Económicas y Empresariales es el centro encargado del servicio público de educación superior de los estudios de Derecho y Administración y Dirección de Empresas en la Universidad de Córdoba (España).

## Historia

### Colegio Universitario adscrito a la Universidad de Sevilla
La ciudad de Córdoba cuenta con estudios de Derecho desde el curso académico 1971/1972. El 4 de octubre de 1971 se abrió la inscripción provisional de estudiantes en la Sección de Derecho del Colegio Universitario de Córdoba, adscrito a la Universidad de Sevilla. El Decreto 2159/1972, de 20 de julio, dictado por el Consejo de Ministros a solicitud del Rectorado de la Universidad de Sevilla, "haciéndose eco del sentir de la población cordobesa", autorizó formalmente al Colegio Universitario de Córdoba a impartir las enseñanzas correspondientes al primer ciclo de los estudios de la Facultad de Derecho. De esta forma, la Sección de Derecho venía a sumarse a las Secciones de Filosofía y Letras y de Biología, únicas autorizadas hasta ese momento. La Sección de Derecho del Colegio Universitario se estableció físicamente en el edificio del antiguo Hospital del Cardenal Salazar, donde compartía aulas y espacios con los estudios de Filosofía y Letras, mientras que los estudios de Biología se impartían en la Facultad de Veterinaria. 
En un primer momento, y de conformidad con el Decreto 159/1972, de 20 de julio, en el Colegio Universitario de Córdoba solo resultó posible estudiar los tres primeros cursos de la Licenciatura en Derecho (primer ciclo), lo que fue confirmado por Orden de 5 de junio de 1976 del director general de Universidades. Para cursar los dos últimos años de la carrera (cuarto y quinto) era necesario desplazarse a la Facultad de Derecho de Sevilla. A partir del curso académico 1976/1977, sin embargo, se ofreció también la posibilidad de estudiar esos dos últimos cursos en Córdoba.  

### Facultad de Derecho de la Universidad de Córdoba
El Consejo de Ministros celebrado en Palma de Mallorca el 29 de agosto de 1980 acordó, mediante el Real Decreto 1807/1980, la creación de la Facultad de Derecho de la Universidad de Córdoba, "en razón del elevado número de alumnos que desean cursar tales estudios". La creación de la Facultad respondía así a las reivindicaciones de una sociedad cordobesa fuertemente implicada, en las que tuvo un papel destacado la figura de Cecilio Valverde, a la sazón presidente del Senado.
En un primer momento, la Facultad de Derecho permaneció en el edificio del antiguo Hospital del Cardenal Salazar, compartiendo sede con la Facultad de Filosofía y Letras. En 1983 se trasladó a su sede actual, en el antiguo Convento del Carmen Calzado de la Plaza Puerta Nueva.  
Mediante Orden de 4 de noviembre de 1981 del director general de Ordenación Universitaria se aprobó, con efectos de 1 de octubre de 1980, el plan de estudios de la Facultad de Derecho (Plan de 1980). De conformidad con este plan de estudios, el alumnado debía superar 25 asignaturas a lo largo de cinco años de carrera, ordenados de la siguiente forma:  
|                               | Horas semanales |   |
| Teóricas                      | Prácticas       |   |
| Primer curso                  |                 |   |
| Derecho natural               | 3               | - |
| Derecho romano                | 4               | 1 |
| Historia del Derecho          | 4               | 1 |
| Derecho político I            | 4               | - |
| Segundo curso                 |                 |   |
| Economía política             | 3               | - |
| Derecho canónico              | 3               | 1 |
| Derecho político II           | 4               | - |
| Derecho civil I               | 4               | 1 |
| Derecho penal I               | 4               | - |
| Tercer curso                  |                 |   |
| Derecho civil II              | 4               | 1 |
| Derecho administrativo I      | 4               | 1 |
| Derecho internacional público | 3               | - |
| Derecho penal II              | 4               | 1 |
| Hacienda pública I            | 3               | - |
| Cuarto curso                  |                 |   |
| Derecho civil III             | 4               | 1 |
| Derecho administrativo II     | 3               | 1 |
| Derecho procesal I            | 3               | - |
| Hacienda pública II           | 3               | 1 |
| Derecho del trabajo           | 3               | 1 |
| Derecho mercantil I           | 3               | 1 |
| Quinto curso                  |                 |   |
| Derecho civil IV              | 4               | 1 |
| Derecho procesal II           | 3               | 1 |
| Derecho mercantil II          | 3               | 1 |
| Derecho procesal II           | 3               | 1 |
| Derecho internacional privado | 3               | - |

### Facultad de Derecho y Ciencias Económicas y Empresariales de la Universidad de Córdoba
A partir del curso 2002/2003, la Facultad comenzó a ofertar también los estudios conducentes a la obtención de la Licenciatura en Administración y Dirección de Empresas (ADE). Al mismo tiempo, se instauró un itinerario conjunto para que el alumnado pudiera cursar simultáneamente ambas carreras, Derecho y ADE. 
El plan de estudios de la licenciatura en Administración y Dirección de Empresas fue aprobado en 2002 (Plan de 2002) y contaba con una carga lectiva total de 312,5 créditos, organizados a lo largo de cinco cursos.
La impartición de estos nuevos estudios dio lugar a que el centro adoptara el nuevo nombre de Facultad de Derecho y Ciencias Económicas y Empresariales, denominación que ha conservado hasta la actualidad. El atractivo de los estudios en Derecho y de los estudios en Administración y Dirección de Empresas han dado lugar a que se convierta en el centro con mayor número de estudiantes de la Universidad de Córdoba.

## Edificio e instalaciones
La Facultad se encuentra emplazada en el antiguo Convento del Carmen Calzado de la Plaza Puerta Nueva, junto al barrio de la Magdalena de Córdoba. Del antiguo convento se conserva su claustro del siglo XVII, su espadaña y la Iglesia de Nuestra Señora del Carmen, declarados Monumento Histórico Artístico en 1953 y considerados actualmente Bien de Interés Cultural y parte del patrimonio histórico andaluz en Córdoba. Tras la desamortización del convento a comienzos del siglo XIX, y antes de ser destinado a su uso actual, el edificio fue utilizado como hospital de tuberculosos, hospital materno infantil y orfanato. Ello ha facilitado que existan numerosas leyendas sobre pretendidas apariciones de fantasmas y otros supuestos fenómenos paranormales en el edificio, que han recibido cierta atención mediática y que han permitido calificarlo como destino de "turismo oscuro".

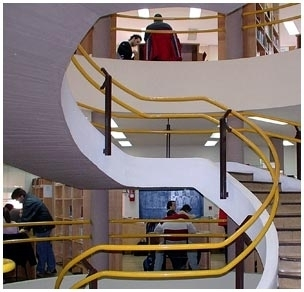
Escalera interior de la Biblioteca

En el año 1994, se inauguró la ampliación de la Facultad, dotándola de nuevas aulas, despachos y un edificio exento de planta octogonal, en el que se encuentra ubicada la Biblioteca.
La Facultad cuenta con un Salón de Actos y un Salón de Grados, en el que tienen lugar los actos académicos más solemnes, con capacidad para 312 y 90 personas, respectivamente. Asimismo, cuenta con dos aulas de informática con 75 plazas de ordenador, Oficina de orientación laboral, Oficina de programas de intercambio, servicios de reprografía y cafetería propios, y una Biblioteca especializada con 348 puestos de lectura individuales y 78 de trabajo en grupo, más de 101.000 volúmenes y más de 2.000 revistas en papel, además de libre acceso a las principales bases de datos electrónicas jurídicas y empresariales.
Todo el edificio cuenta con red WiFi con acceso en abierto (incluyendo conexión a través de Eduroam).

## Estudios que se imparten
Como consecuencia del "proceso Bolonia" de reforma de la enseñanza superior en España, desde el curso académico 2009/2010 la Licenciatura en Derecho y la Licenciatura en Administración y Dirección de Empresas (organizadas en cinco cursos) comenzaron a ser sustituidas por el Grado en Derecho y el Grado en Administración y Dirección de Empresas (organizadas en cuatro cursos), respectivamente. Asimismo, se mantuvo una ordenación conjunta de estudios que permite cursar simultáneamente ambos Grados al alumnado que lo desea.
Como resultado de estas transformaciones, la oferta de estudios de primer ciclo universitario es la siguiente:
- Grado en Derecho
- Grado en Administración y Dirección de Empresas (ADE)
- Doble Grado en Derecho y ADE

La oferta formativa en materia jurídica y empresarial se completa además con los estudios de máster y doctorado impartidos en la Facultad:
- Máster en Asesoría Jurídica de Empresas
- Máster de la Abogacía, impartido conjuntamente con el Colegio de Abogados de Córdoba
- Máster en Comercio Exterior e Internacionalización de Empresas
- Máster en Administración y Dirección de Empresas (MBA)

## Relaciones internacionales y movilidad de estudiantes
La Facultad de Derecho y Ciencias Económicas y Empresariales favorece y promueve que sus estudiantes puedan completar su formación cursando parte de sus estudios en otras Universidades españolas, europeas o de otros Estados (EE. UU., Canadá, México, Japón, Corea o Chile, entre otros.). Para ello, gestiona programas de movilidad nacional e internacional que permiten el intercambio de alumnado, profesorado y PAS con más de doscientas Universidades y centros de educación superior de todo el mundo. 
Durante el curso 2014/2015, y solo en el marco del programa Erasmus+, la Facultad recibió 110 estudiantes extranjeros y envió 118 de sus estudiantes a Universidades extranjeras, tanto para la realización de estudios como de prácticas.

## Prácticas en empresas e instituciones
Como parte de la formación integral de su alumnado, la Facultad ofrece una amplia variedad de prácticas en empresas, en bufetes de abogados, en Administraciones públicas y en la Administración de justicia.  

## Decanos
Desde su creación en 1980, han ejercido como Decanos de la Facultad:
- Federico Durán López, Catedrático de Derecho del Trabajo (22/10/1980 - 31/03/1984).
- Manuel Peláez del Rosal, Catedrático de Derecho Procesal (24/04/1984 - 02/07/1987).
- Juan Ignacio Font Galán, Catedrático de Derecho Mercantil (03/07/1987 - 17/01/1989).
- Horacio Roldán Barbero, Profesor Titular de Derecho Penal (18/01/1989 - 04/02/1992).
- Juan José Rubio Rodríguez, Profesor Titular de Derecho Eclesiástico del Estado (21/02/1992 - 28/02/1998).
- Manuel Torres Aguilar, Profesor Titular de Historia del Derecho (01/03/1998 - 21/05/2002).
- Diego Medina Morales (Decano en funciones), Profesor Titular de Filosofía del Derecho (22/05/2002 - 16/06/2002).
- Rafael Casado Raigón, Catedrático de Derecho Internacional Público (17/06/2002 - 07/06/2005).
- Miguel Agudo Zamora, Profesor Titular de Derecho Constitucional (08/06/2005 - 31/03/2004).
- Manuel Izquierdo Carrasco, Catedrático de Derecho Administrativo (01/04/2014 - 07/12/2016).
- Luis Miranda Serrano, Catedrático de Derecho Mercantil (08/12/2016 - 22/09/2024).
- José Jesús Albert Márquez, Profesor Titular de Filosofía del Derecho (23/09/2024 - Actualidad)

## DoctoradosHonoris Causa
La Universidad de Córdoba ha nombrado doctores Honoris Causa en Derecho, a propuesta de la Facultad de Derecho y Ciencias Económicas y Empresariales, a los siguientes profesores:
Chia. Sig. Giuseppe Federico Mancini, catedrático de Derecho del Trabajo y juez del Tribunal de Justicia de las Comunidades Europeas. 3 de mayo de 1984, propuesto por la Facultad de Derecho.
Prof. Dr. Manuel Albaladejo García, catedrático de Derecho Civil. 26 de abril de 1988, propuesto por la Facultad de Derecho. 
Prof. Dr. Juan Bautista Jordano Barea, catedrático de Derecho Civil. 30 de marzo de 1998, propuesto por la Facultad de Derecho.
Chia. Sig. Andrea Romano, catedrático de Historia del Derecho. 22 de junio de 2000, propuesto por la Facultad de Derecho.
Prof. Dr. Juan Antonio Carrillo Salcedo, catedrático de Derecho Internacional público y juez del Tribunal de Justicia de las Comunidades Europeas. 10 de febrero de 2005, propuesto por la Facultad de Derecho.
Prof. Dr. Luis Cosculluela Montaner, catedrático de Derecho Administrativo. 25 de noviembre de 2010, propuesto por la Facultad de Derecho y Ciencias Económicas y Empresariales.
Prof. Dr. José María García Marín, catedrático de Historia del Derecho. 25 de noviembre de 2010, propuesto por la Facultad de Derecho y Ciencias Económicas y Empresariales.
Prof. Dr. Santiago Muñoz Machado, catedrático de Derecho Administrativo. 6 de octubre de 2015, propuesto por la Facultad de Derecho y Ciencias Económicas y Empresariales.